# Magnetoteràpia
|  | No s'ha de confondre amb Magnetoteràpia pulsativa. |

La magnetoteràpia o teràpia magnètica és una pràctica pseudocientífica de medicina alternativa que implica el feble camp magnètic estàtic produït per un imant permanent que es col·loca al cos. És similar a la pràctica de la medicina alternativa de la teràpia electromagnètica, que utilitza un camp magnètic generat per un dispositiu elèctric. Els productes de la magnetoteràpia poden incloure polseres, joies, mantes, i embolcalls que tenen imants incorporats.
Els professionals afirmen que sotmetre certes parts del cos a camps elèctrics o magnètics febles té efectes beneficiosos per a la salut. Aquestes afirmacions físiques i biològiques no estan provades i no s'han establert efectes sobre la salut o la curació. Tot i que l'hemoglobina, la proteïna de la sang que transporta l'oxigen, és feblement diamagnètica (quan està oxigenada) o paramagnètica (quan està desoxigenada), els imants utilitzats en la teràpia magnètica són massa febles per tenir cap efecte mesurable sobre el flux sanguini.
Això no s'ha de confondre amb l'estimulació magnètica transcranial, una forma de teràpia científicament vàlida, o amb la teràpia de camp electromagnètic pulsatiu.

## Eficàcia
En els darrers anys s'han realitzat diversos estudis per investigar quin paper, si n'hi ha, poden tenir els camps magnètics estàtics en la salut i la curació. Fer estudis imparcials de la magnetoteràpia són problemàtics, ja que la magnetització es pot detectar fàcilment, per exemple, per les forces d'atracció sobre objectes ferrosos (que contenen ferro); per això, el cegament efectiu dels estudis (on ni els pacients ni els avaluadors saben qui està rebent tractament versus placebo) és difícil. El cegament incomplet o insuficient tendeix a exagerar els efectes del tractament, especialment quan aquests efectes són petits. Les afirmacions dels efectes sobre la longevitat i pel tractament del càncer són inversemblants i no estan recolzades per cap investigació. Afirmacions sobre salut més mundanes, més habitualment sobre l'alleujament del dolor, també no tenen cap mecanisme proposat creïble i la investigació clínica no és prometedora.
L'American Cancer Society afirma que "l'evidència científica disponible no recolza aquestes afirmacions".
Una revisió sistemàtica del 2008 de la magnetoteràpia per a totes les indicacions va trobar proves insuficients per determinar si la magnetoteràpia és eficaç per alleujar el dolor, com ho van fer les revisions del 2012 centrades en l'artrosi i l'artritis reumatoide. Aquestes revisions van trobar que les dades no eren concloents o no donaven suport a un efecte significatiu de la magnetoteràpia. També van plantejar preocupacions per l'ocultació de l'assignació, les mides de mostra petites, el cegament inadequat i l'heterogeneïtat dels resultats, alguns dels quals podien tenir resultats esbiaixats.